# ساسم (جنس)
الساسم أو الدَّلْبِرجية (الاسم العلمي:Dalbergia) هو جنس من النباتات يتبع الفصيلة البقولية من رتبة الفوليات.

## أنواع جنس الساسم
- ساسم أسود الخشب
- ساسم شائع
- ساسم أحادي الأوراق
- ساسم أخضر الثمار
- ساسم أسامي
- ساسم أمازوني
- ساسم باروني
- ساسم بستاني
- ساسم بوجيري
- ساسم بورنيوني
- ساسم بيكري
- ساسم ترافنكوري
- ساسم تساعي الأوراق
- ساسم تونكيني
- ساسم ثورلي
- ساسم جزر القمر
- ساسم حريري
- ساسم دافيدي
- ساسم دوفيني
- ساسم ذنبي
- ساسم راتينجي
- ساسم رخو الأزهار
- ساسم شرقي
- ساسم شعيري
- ساسم ضعيف
- ساسم ضفافي
- ساسم طرفي الأزهار
- ساسم عالي
- ساسم غلازيوفي
- ساسم غوسويلري
- ساسم قصير السنابل
- ساسم قلنسوي
- ساسم كابوروني
- ساسم كبير البذور
- ساسم كبير القنابات
- ساسم كثير الأزهار
- ساسم كمبودي
- ساسم كورزي
- ساسم كوشنشني
- ساسم مالاباري
- ساسم متعدد الأوراق
- ساسم متعدد الملتحم
- ساسم متوسط
- ساسم محمر
- ساسم مختصر
- ساسم مكسيكي
- ساسم ملتف
- ساسم نيجروسي
- ساسم هانسي
- ساسم هلدبرندي
- ساسم همبيرتي
- ساسم هنري
- ساسم هيناني
- ساسم واتي
- ساسم يوناني
- ساسم أسود
- ساسم أوليفري
- ساسم بحري
- ساسم توكوروي
- ساسم حاد الحرف
- ساسم عريض الأوراق
- ساسم كوبلكيتزي
- ساسم مدملك
- ساسم ستيفنسوني